# Omar Darío Cañas
Omar Darío Cañas conocido como El Toro o La Fiera (Medellín 16 de septiembre de 1969 - Bello 3 de febrero de 1993) fue un futbolista colombiano.

## Biografía
Su carrera como jugador la llevó a cabo como delantero, fue goleador en los torneos juveniles de la Liga Antioqueña de Fútbol, militando en el equipo Carrocerías de Itagüí. De ahí pasó a las divisiones inferiores del Independiente Medellín, aunque nunca actuó en su equipo profesional. 
Cañas integró la selección Colombia en el Campeonato Suramericano Sub-20 de 1988 en Argentina. Luego, hizo parte de la delegación al Mundial Sub-20  de 1989 de Arabia Saudita.
A su regreso jugó en el Deportivo Cali, Atlético Bucaramanga y Atlético Nacional y además fue parte de la Selección Colombia de los Juegos Olímpicos de Barcelona 1992.  
Jugó en el fútbol colombiano 58 partidos, en los cuales marcó veinte goles. En total actuó 5.227 minutos en el balompié rentado nacional. En Copa Libertadores jugó 15 partidos y anotó cuatro goles.
Sus derechos deportivos pertenecían al Atlético Nacional pero se encontraba fuera de la institución por lesiones y problemas de indisciplina. 
Había sido abaleado en un funeral de un amigo y sufrido un accidente en motocicleta que agudizo la lesión en su pierna izquierda.

## Asesinato
Fue asesinado el 3 de febrero de 1993, en Bello. Ese día la Selección Colombia Sub-17 jugaba ante Ecuador y el “Toro” se reunió con unos amigos para ver el partido. Lo encontraron amarrado de pies y manos y con varios disparos, junto a una mujer de 17 años y a un hombre que era hermano de un jefe de sicarios que habían asesinado horas antes.